# Santiago Ostolaza
Pour les articles homonymes, voir Ostolaza.
Santiago José Ostolaza Sosa (né le 10 juillet 1962 à Dolores en Uruguay) est un joueur de football international uruguayen, qui évoluait au poste de milieu de terrain.

## Biographie

### Carrière de joueur

#### Carrière en club
Avec le Club Nacional, il remporte quatre titres internationaux : une Copa Libertadores, une Coupe intercontinentale, une Copa Interamericana, et enfin une Recopa Sudamericana.

### Carrière en sélection
Avec l'équipe d'Uruguay, il joue 43 matchs (pour 6 buts inscrits) entre 1985 et 1993.
Il figure dans le groupe des sélectionnés lors de la Coupe du monde de 1990 organisée en Italie. Lors du mondial, il joue trois matchs : contre la Belgique, la Corée du Sud, et enfin contre le pays organisateur.
Il participe également aux Copa América de 1989 et de 1993. La sélection uruguayenne atteint la finale de cette compétition lors de l'année 1989, en étant battue par le Brésil.

## Palmarès de joueur

### Palmarès en club
| Montevideo Wanderers - Championnat d'Uruguay (1) : - Champion : 2000.                             |  | Club Nacional \| - Copa Libertadores (1) : - Vainqueur : 1988. - Coupe intercontinentale (1) : - Vainqueur : 1988. \| \| - Copa Interamericana (1) : - Vainqueur : 1989. - Recopa Sudamericana (1) : - Vainqueur : 1989. \| |
| - Copa Libertadores (1) : - Vainqueur : 1988. - Coupe intercontinentale (1) : - Vainqueur : 1988. |  | - Copa Interamericana (1) : - Vainqueur : 1989. - Recopa Sudamericana (1) : - Vainqueur : 1989. |

### Palmarès en sélection
Uruguay
- Copa América :
  - Finaliste : 1989.